# Isle of Mans flagga

Handelsflagga

Guvernörens flagga

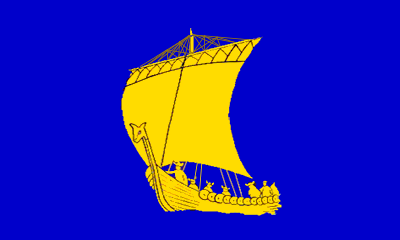
Tynwalds flagga

Isle of Mans flagga finns en triskele, Mans trebenta och bepansrade emblem, mot en röd bakgrund. De tre böjda benen är sammanfogade vid höfterna. För att tårna ska peka medurs på flaggans båda sidor har flaggan försetts med ett emblem på respektive sida. Den blev flagga för Isle of Man den  8 july 1929 och standardiserad 1966.

## Övriga manx flaggor
Isle of Mans handelsflagga är röd med en triskele till höger, och Storbritanniens flagga i övre vänstra hörnet. Öns guvernör har Storbritanniens flagga med Isle of Mans vapen på en cirkel i mitten som sin personlig flagga. Isle of Mans parlament (Tynwald) har också en flagga, vilken är en långskepp i gul mot en blå bakgrund.